# Conocalama brullei
Conocalama brullei là một loài tò vò trong họ Ichneumonidae.